# Weitendorf (Gägelow)
 Weitendorf  ist ein Ortsteil der Gemeinde Gägelow im Landkreis Nordwestmecklenburg in Mecklenburg-Vorpommern.

## Geografie und Verkehrsanbindung
Weitendorf liegt westlich des Kernortes Gägelow. Die B 105 verläuft östlich.

## Sehenswürdigkeiten
Als Baudenkmale sind ausgewiesen (siehe Liste der Baudenkmale in Gägelow#Weitendorf):
- Die ehemalige Kapelle Weitendorf ist ein einschiffiger Backsteinbau aus dem 15. Jahrhundert.
- Kate (Lange Straße 17)
- Reliefplatte am ehemaligen Siechenhaus (Lange Straße)
- Speichergebäude der ehemaligen Gutsanlage